# Ramal de Neves-Corvo
| Der kleine Bahnhof Neves-Corvo |                          |                                 |                                 |
| Streckenlänge: | 30,8 km                  |                                 |                                 |
| Spurweite: | 1668 mm (Iberische Spur) |                                 |                                 |
| |                          |                                 |                                 |
| \| \| \| Linha do Alentejo von Funcheira \| \| \| \| 0,0 \| Ourique \| Ourique \| \| \| \| Linha do Alentejo nach Barreiro \| \| \| \| 19,5 \| Picotas \| Picotas \| \| \| 30,8 \| Neves-Corvo \| Neves-Corvo \| |                          |                                 |                                 |
| Strecke |                          | Linha do Alentejo von Funcheira | Linha do Alentejo von Funcheira |
| Bahnhof | 0,0                      | Ourique                         | Ourique                         |
| Abzweig geradeaus und nach links |                          | Linha do Alentejo nach Barreiro | Linha do Alentejo nach Barreiro |
| Dienststation / Betriebs- oder Güterbahnhof | 19,5                     | Picotas                         | Picotas                         |
| Betriebs-/Güterbahnhof Streckenende | 30,8                     | Neves-Corvo                     | Neves-Corvo                     |

Die Ramal de Neves-Corvo, deutsch: Zweigstrecke Neves-Corvo, ist eine portugiesische Eisenbahnstrecke zwischen Ourique und den südwestlich davon gelegenen Siedlungen Neves da Graça und A-do-Corvo der Gemeinde Senhora da Graça de Padrões. 
Die 30,8 Kilometer lange, eingleisige Strecke wurde 1992 eröffnet und wird bis heute nur im Güterverkehr und von Dieselfahrzeugen bedient. Es ist möglich, auf der Strecke Züge mit einer Achsenlast bis zu 22,5 Tonnen fahren zu lassen, die Höchstgeschwindigkeit ist jedoch auf 90 km/h festgelegt.
Wichtigster Güterkunde an der Bahnstrecke sind die Erzminen von Neves-Corvo, wo Pyrit, Kupfer, Zink und Blei abgebaut werden. Dabei zeichnet sich das Erz durch einen besonders hohen Kupfergehalt von etwa 5 % aus.